# Columna de Segismundo
La Columna de Segismundo III (en polaco: Kolumna Zygmunta III) es un monumento en el barrio viejo de Varsovia (Polonia). La columna corintia, que data de 1644, se encuentra en la Plaza del Castillo, al lado del Castillo Real. Es uno de los símbolos de la capital polaca, la columna y la estatura conmemora al rey Segismundo III Vasa.

## Historia
La columna fue erigida en 1644 por el rey Vladislao IV en memoria de su padre, el rey Segismundo III, quien trasladó en 1596 la capital de Polonia de Cracovia a Varsovia. La columna fue edificada por el diseñador Augustyn Locci y el arquitecto Constantino Tencalla. La estatua del rey es obra de los escultores Clemente Molli y Daniel Tym.
En 1681 el monumento fue rodeado por una cerca de madera. La primera renovación del monumento se llevó a cabo en el año 1743 por el rey Augusto III, de la que ha quedado una constancia o reseña con una pequeña tabla en la cara sur del pedestal, entre otros cambios se sustituyó la cerca de madera por una de celosía de hierro.
La segunda renovación se efectuó en 1810 por el duque de Varsovia Federico Augusto I. En 1821 se creó la plaza del Castillo. En 1828 se realizaron otras obras de renovación.

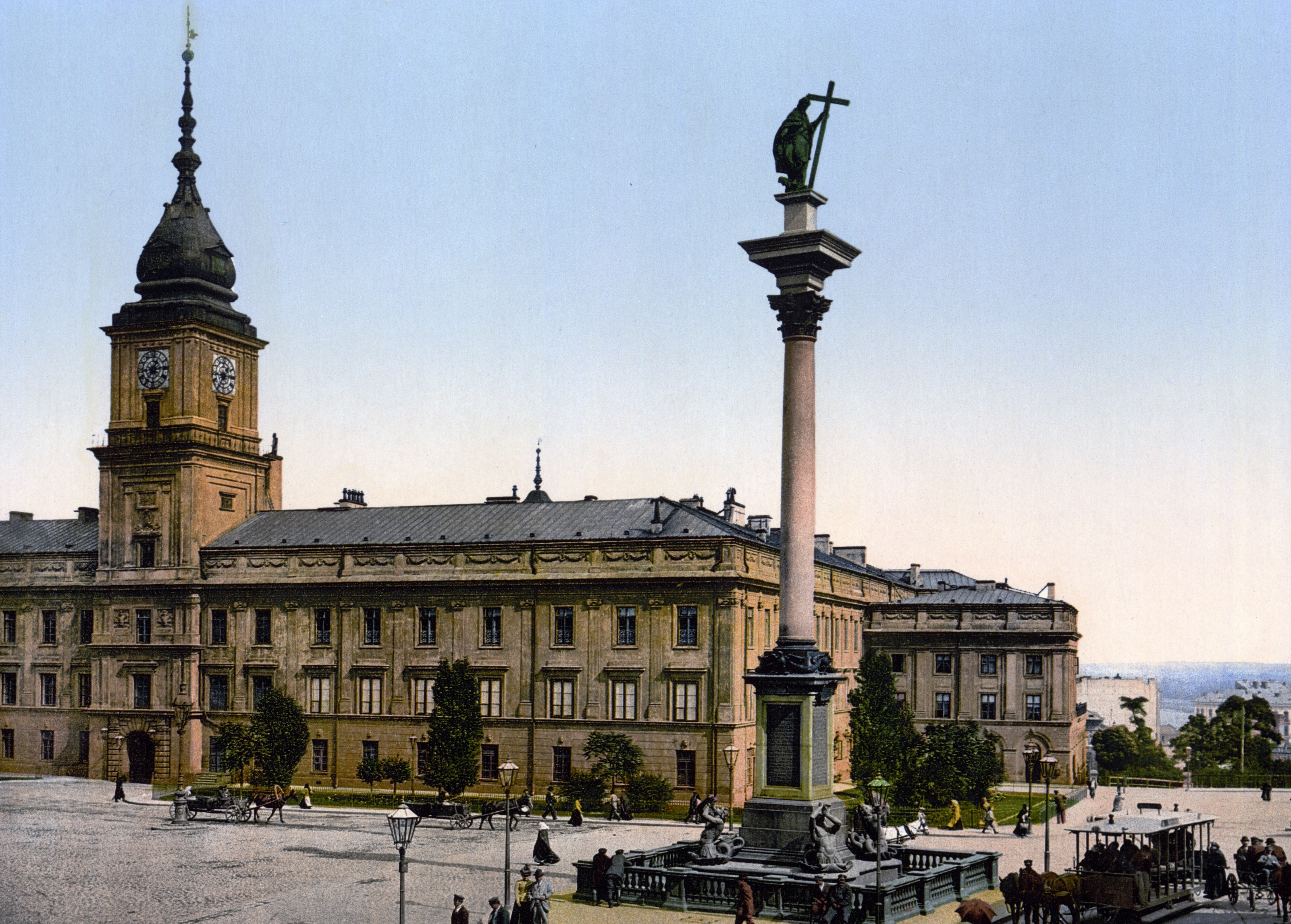
La columna en la segunda mitad del : se puede apreciar la fuente con los tritones.

Entre 1852 y 1854 se construyó una fuente alrededor de la columna con cuatro esculturas de mármol representando tritones y todo el conjunto quedó cercado por una balaustrada . Las obras estuvieron a cargo del arquitecto Henryk Marconi. Las estatuas fueron realizadas por el escultor alemán August Kiss.
Entre 1862 y 1863 se realiza una nueva reparación y fortalecimiento de los distintos elementos, así como una profunda documentación e inventario de la columna. En la hoja de plomo que está en la placa izquierda hay una inscripción conmemorativa de estos trabajos. 
El 30 de abril de 1885 el presidente de Varsovia, Sokrates Starynkiewicz, anunció el inicio de las obras para la reconstrucción total de la columna, preservando su forma y tamaño. Se cambió la columna vieja y agrietada por una nueva de granito.
En la Primera Guerra Mundial la fuente quedó inservible, pero no fue hasta 1930 que fue removida junto con la balaustrada y que se renovó el pedestal. 
En septiembre de 1944, durante el Alzamiento de Varsovia, fue demolida por las tropas nazis. Cinco años más tarde fue reconstruida (inicio de las obras en octubre de 1948 y finalización el 22 de julio de 1949), basándose en los trabajos de documentación de 1863. Si bien la reconstrucción fue fielmente realizada, la columna fue trasladada 6 m en dirección nordeste. En el año de 1965 entró en la lista de monumentos nacionales de Polonia.

## Características

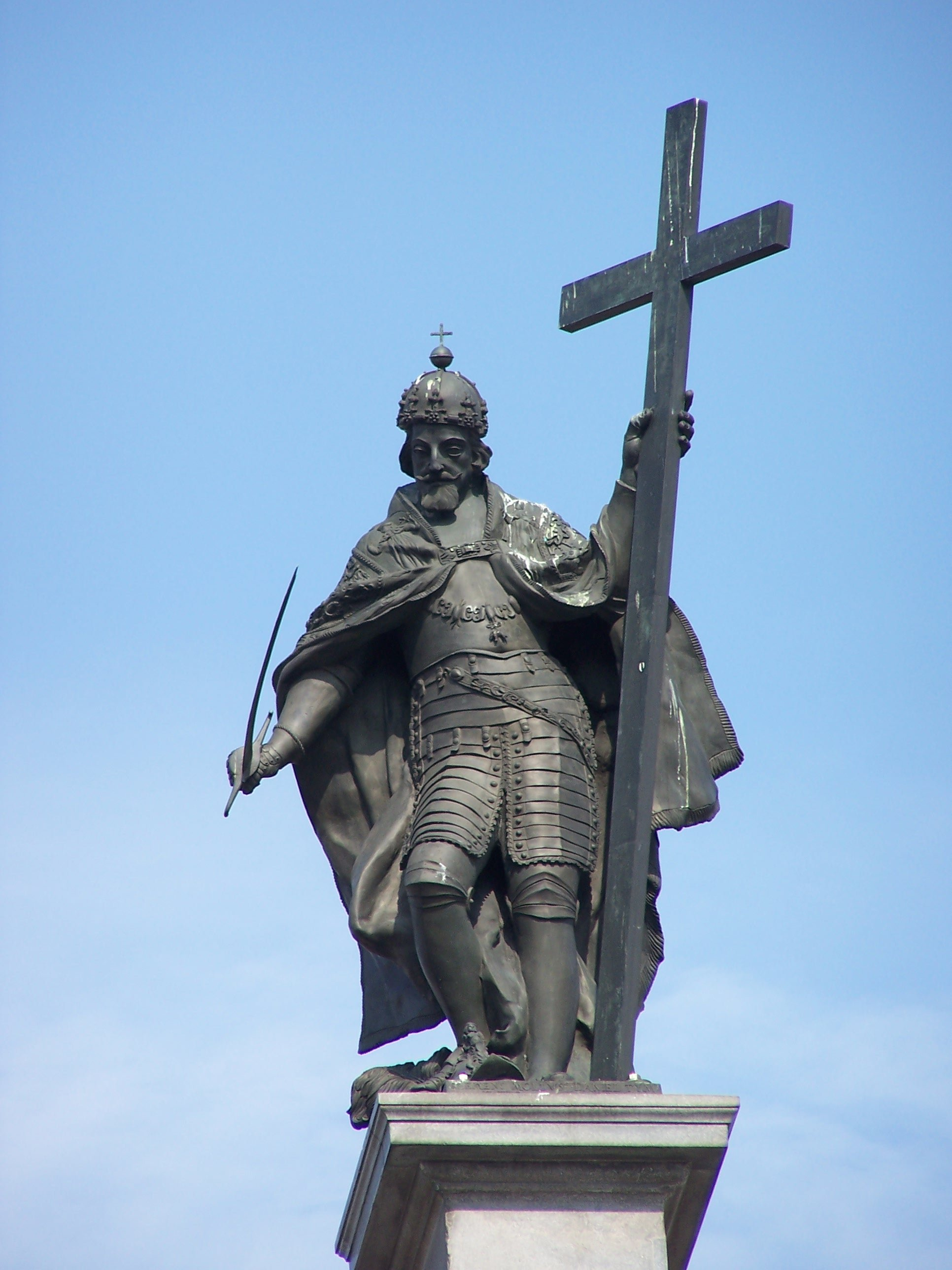
Estatua de bronce del rey Segismundo III.

La columna hecha de granito mide aproximadamente 20 m (incluyendo el pedestal y el entablamento) y la estatua 2,75 m, lo que hace en total una altura de 22,75 m. El diseño de la columna está inspirado en los modelos de las columnas de Santa Elena en Milán (1616) y de la situada en frente de la Basílica de Santa María la Mayor en Roma (1615), basadas a su vez en la antigua Columna de Focas del Foro Romano. 
La estatua de bronce representa al rey Segismundo III vestido con una armadura y la capa de coronación, portando la corona real y la larga cadena de la Orden del Toisón de Oro, blandiendo un sable y sosteniendo una gran cruz, que simboliza la importancia que Segismundo III dio a la religión católica en su reinado. La configuración de la estatua por parte de los escultores, con el rey ligeramente inclinado hacia el frente, apoyando el pie derecho en un casco, ofrece una excelente adaptación para mirar la estatua desde abajo y desde la distancia.

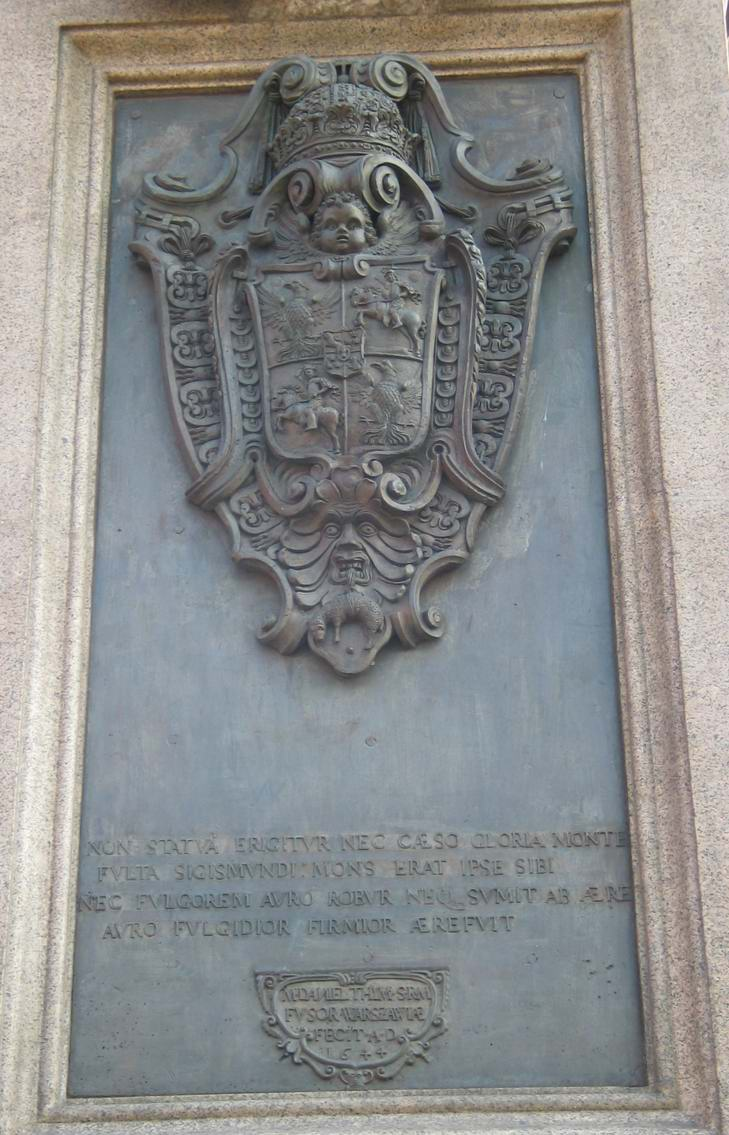
Placa con el escudo de Polonia-Lituania y el emblema de los Vasa.

En el pedestal de la columna se encuentran cuatro placas rectangulares, una en cada lado, en las que se puede leer en latín un resumen de la biografía del rey. En la placa que apunta al norte se puede apreciar además el escudo de la Mancomunidad de Polonia-Lituania y el emblema de la casa de los Vasa. Sobre la cornisa del pedestal, en la basa de la columna, están esculpidas cuatro águilas en bronce.
En su conjunto la columna tiene un carácter más bien de símbolo religioso que de nacional, lo que se explica por la estrecha relación que mantuvo Segismundo III con la Iglesia católica.